# Cabo da Praia
Cabo da Praia é uma freguesia portuguesa do município de Praia da Vitória, na ilha Terceira, Região Autónoma dos Açores, com 6,65 km² de área e 670 habitantes (censo de 2021). A sua densidade populacional é 100,8 hab./km².
Cabo da Praia localiza-se a 4 km da cidade sede do município.

## História
Esta freguesia é uma das mais pequenas da ilha Terceira, foi no passado uma freguesia de grandes produções agrícolas, no entanto nunca foi rica em águas próprias e isso sempre dificultou a sua agricultura apesar de ter boas terras.
Ferreira Drumond refere-se ao Cabo da Praia do seguinte modo: "O lugar do Cabo da Praia, assaz aprazível, assentado ao nascente sobre as melhores e mais planas terras da ilha, em tanto que a vegetação dos cereais e plantas nela se ostenta mais vigorosa e rápida (…). Todavia padece de água, porque a não tem senão longe, ou nos poços quase às Tronqueiras, ou nos Portos Martins junto do mar…"Aqui se concentraram "vários homens distintos, por suas qualidades pessoais e nobreza…".
Cabo da Praia está localizado sobre as terras mais férteis e planas da ilha. Em tempos produziam-se aí grandes quantidades de trigo, milho e linho. No entanto, a falta de águas nativas fez com que estas práticas agrícolas fossem perdendo expressão, vindo a criação de gado tornar-se a principal actividade dos seus habitantes.
Apesar de esta freguesia ser sobretudo agrícola, a construção do Parque Industrial da Praia da Vitória, veio acrescentar-lhe nova dimensão. Aí se concentra uma significativa parcela do tecido empresarial terceirense. Também no Cabo da Praia está sedeado o Porto Comercial da Praia, a principal “porta” de acesso, por via marítima, para visitantes e para o comércio.  
Com lugares desta freguesia foi criada pelo Decreto Legislativo Regional n.º 11/2001/A, de 26 de Janeiro, a freguesia de Porto Martins.

## Demografia
A população registada nos censos foi:
Nota: Com lugares desta freguesia foi criada pelo Decreto Legislativo Regional n.º 11/2001/A, de 26 de Janeiro, a freguesia de Porto Martins.
| Distribuição da População por Grupos Etários | Distribuição da População por Grupos Etários | Distribuição da População por Grupos Etários | Distribuição da População por Grupos Etários | Distribuição da População por Grupos Etários |
| -------------------------------------------- | -------------------------------------------- | -------------------------------------------- | -------------------------------------------- | -------------------------------------------- |
| Ano                                          | 0-14 Anos                                    | 15-24 Anos                                   | 25-64 Anos                                   | > 65 Anos                                    |
| 2001                                         | 305                                          | 199                                          | 782                                          | 183                                          |
| 2011                                         | 106                                          | 106                                          | 411                                          | 89                                           |
| 2021                                         | 82                                           | 62                                           | 408                                          | 118                                          |

## Património natural
- Praia da Riviera

## Património construído
- Forte de Santa Catarina
- Igreja de Santa Catarina
- Império do Espírito Santo do Cabo da Praia
- Império do Espírito Santo das Tronqueiras